# Повелич
Повелич је насељено мјесто у општини Србац, Република Српска, БиХ. Према попису становништва из 1991. у насељу је живјело 1.219 становника.

## Географија
У насељу се налази природни резерват здраве воде, односно 5 изворишта „Повелич“ на којима је Влада Републике Српске 2002. покренула изградњу базена у склопу пројекта водоснабдијевања. Извориште „Повелић“ је цјевододом повезано са локалитетотом Пезерово брдо, одакле је планирано снабдијевање водом мјесних заједница Печенег Илова, Горње Илове, Велика Илова и Горњи Смртићи.

## Спорт
Једини спортски колектив у Повеличи је ФК Братство Повелич.

## Становништво
| Националност       | 1991. | 1981. | 1971. | 1961. |
| Срби               | 1.120 | 1.109 | 1.069 | 1.006 |
| Југословени        | 44    | 61    | 1     |       |
| Хрвати             | 4     | 4     | 3     | 2     |
| Муслимани          | 3     | 4     | 6     | 7     |
| Македонци          |       | 2     |       |       |
| Словенци           |       | 1     |       |       |
| Мађари             |       |       | 1     |       |
| остали и непознато | 48    | 53    | 1     | 2     |
| Укупно             | 1.219 | 1.234 | 1.081 | 1.017 |

| Демографија | Демографија | Демографија |
| Година      | Становника  | Становника  |
| ----------- | ----------- | ----------- |
| 1948.       | 993         |             |
| 1953.       | 1.001       |             |
| 1961.       | 1.017       |             |
| 1971.       | 1.081       |             |
| 1981.       | 1.234       |             |
| 1991.       | 1.219       |             |
| 1993.       | 1.277       |             |